# Amamiclytus squamifer
Amamiclytus squamifer là một loài bọ cánh cứng trong họ Cerambycidae.